# Музей-садиба Павла Муравського
Музей-садиба Павла Муравського — музей-садиба в селі Дмитрашківка, Піщанський район, Вінницька область, експозиція якого присвячена життю і творчості видатного українського хорового диригента, Героя України Павла Івановича Муравського.
Музей міститься в хаті, збудованій на місці тієї, в якій народився й жив до 1930 р. Павло Муравський. Музей відкрито 21 листопада 2009 року.

## З історії створення музею
Ідея створення Меморіальної садиби-музею виникла 15 років тому, коли Федір Іванович Ущаповський, художній керівник народного хору «Діброва» та народного вокально-інструментального ансамблю «Лаври», Заслужений працівник культури України та Заслужений діяч мистецтв Придністровської Молдавської Республіки, разом із Катериною Борисівною Семко, художнім керівником дитячого хору, Відмінником освіти України, брали участь у роботі Республіканського семінару керівників хорів, що проводився в Харкові під керівництвом Павла Івановича Муравського.
На той час ще стояла стара хата, в якій народився й прожив дитячі роки Павло Муравський (Моравський), надвірні будівлі, які ще можна було б відновити та облаштувати садибу-музей. Проте ініціатор проекту Ф.І. Ущаповський зіткнувся з труднощами, пов'язаними з нерозумінням чиновників як у районі, так і в області. Ідею вдалося втілити в життя аж тоді, коли стало відомо, що П. І. Муравському присвоєно звання Герой України. На сесії Піщанської районної ради було розглянуто й підтримано лист-звернення Ф. І. Ущаповського до депутатів районної ради про створення Меморіальної-садиби музею П. І. Муравського на його батьківщині в селі Дмитрашківка та виділено з районного бюджету 10 тисяч гривень для започаткування цієї справи. На превеликий жаль, хата вже була розвалена, залишилися тільки погріб та напівзруйнований хлівець.
За громадської ініціативи утворено Організаційний комітет зі створення Меморіальної садиби-музею Павла Івановича Муравського. Будівництво та облаштування меморіальної садиби-музею розпочато в липні 2009 року. На місці садиби видатного земляка зібралися учні та вчителі місцевої школи, сусіди П.І. Муравського, голова Піщанської районної ради, голова Організаційного комітету В. М. Кирнасівський, голова села О. М. Луньова та ініціатор цієї справи Ф.І. Ущаповський.
Було проведено збори, приурочені початку будівництва, де наголошено на тому, яку важливу, потрібну справу розпочинають односельці П. І. Муравського. А справа була непроста, оскільки довелося прибирати залишки старої хати й на місці будувати нову.
На 95-літній ювілей П.І. Муравського до Києва прибула делегація від Піщанського району. Вітаючи ювіляра з днем народження, даруючи йому запашний коровай на вишитому подільському рушникові та його портрет, створений Ф.І. Ущаповським, земляки порадували Павла Івановича, що розпочато будівництво хати, де буде створено Меморіальну садибу-музей його імені. Великого маестро до сліз схвилювала ця новина, й він перейнявся бажанням по змозі допомогти землякам у цій справі.

## Галерея

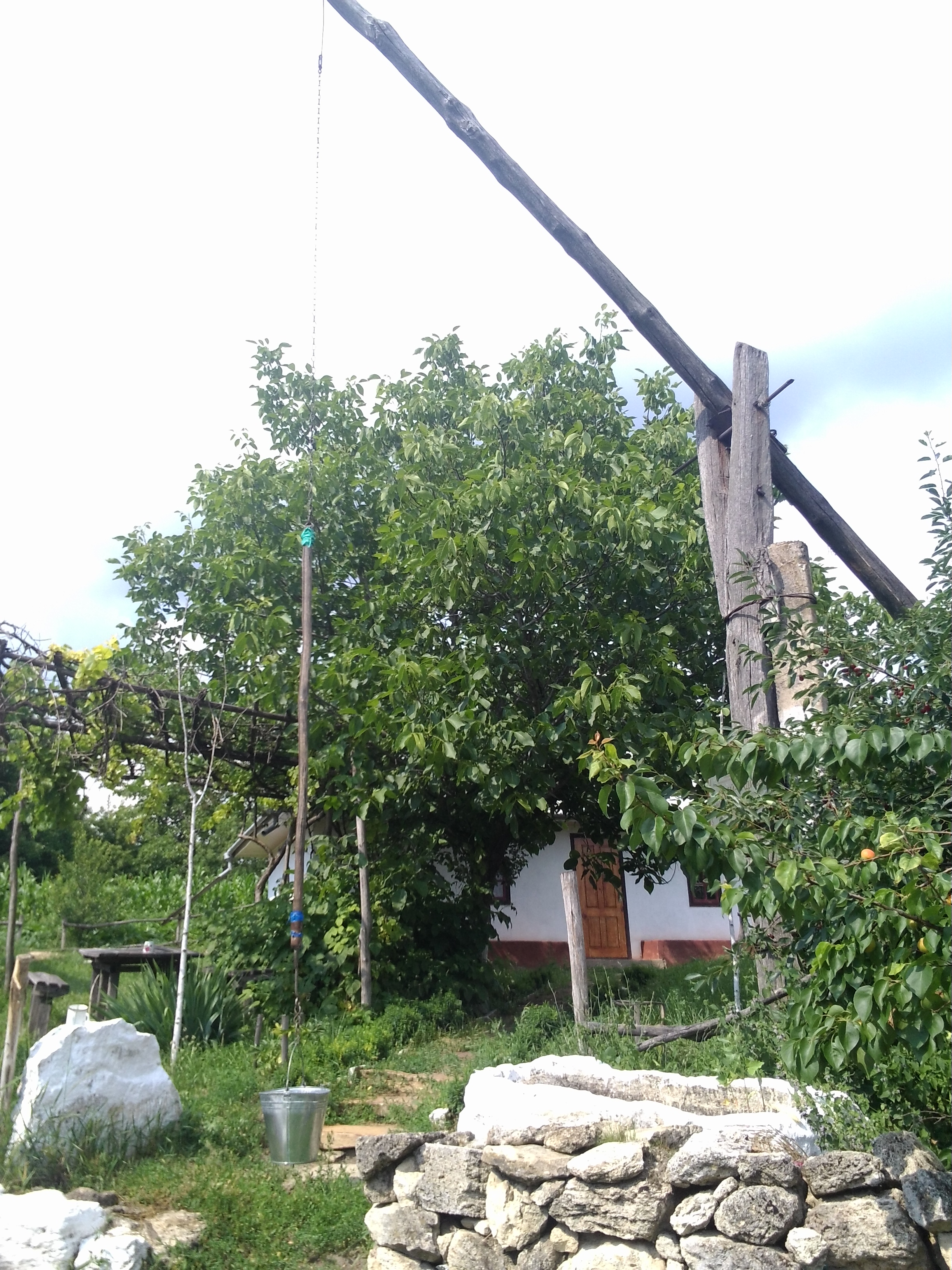
Криниця
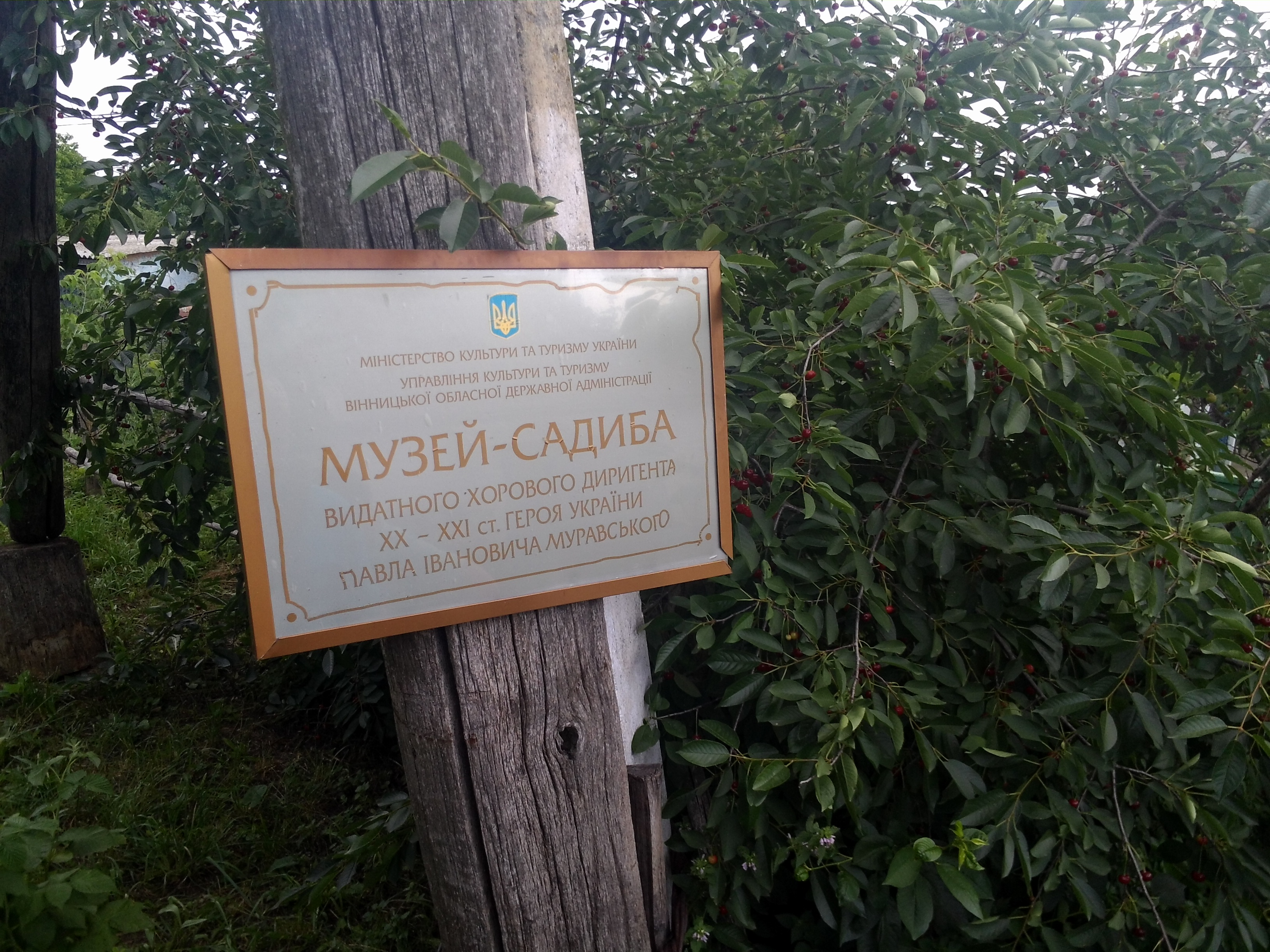
Інформаційна табличка
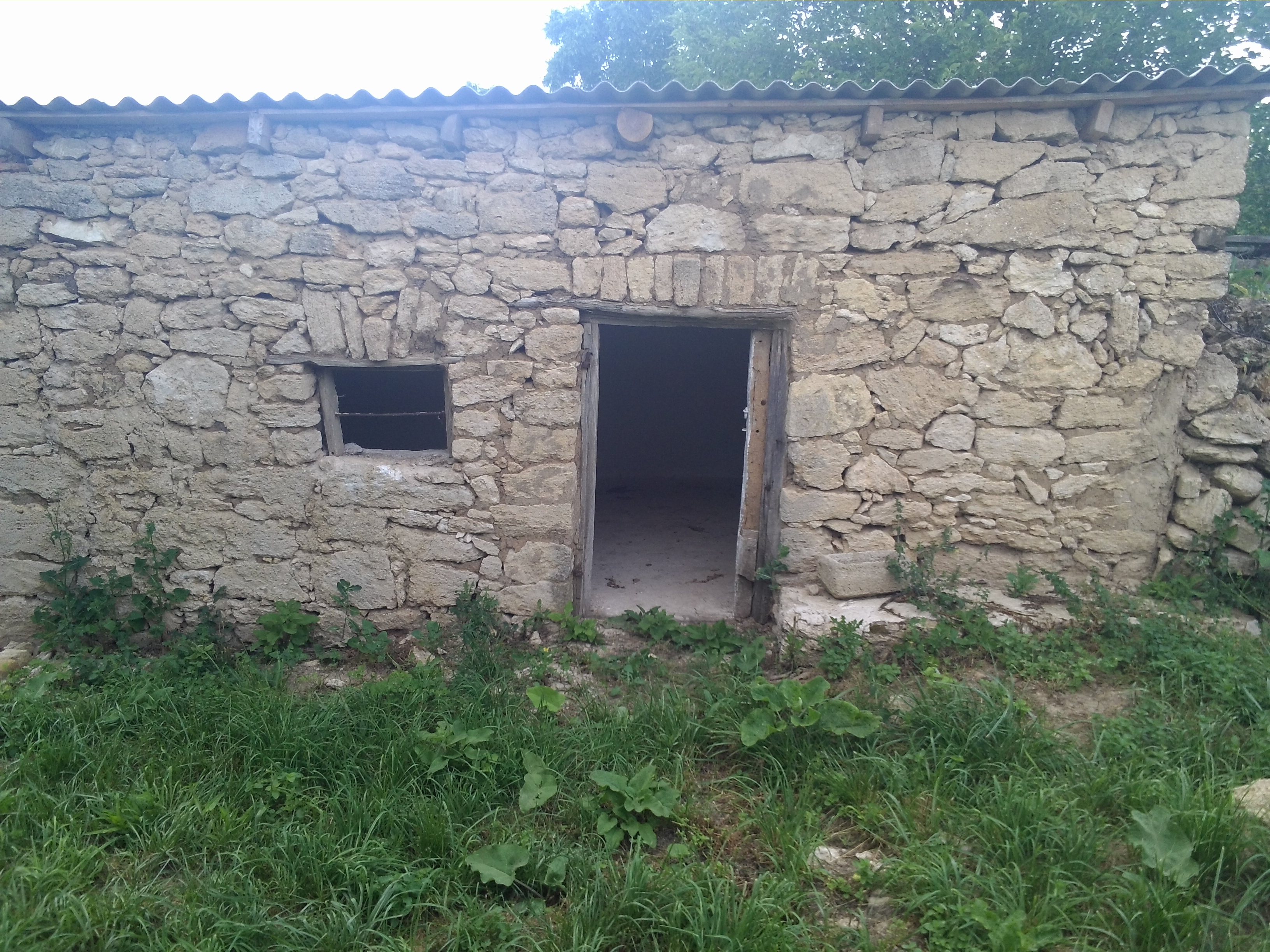
Збережений сарай
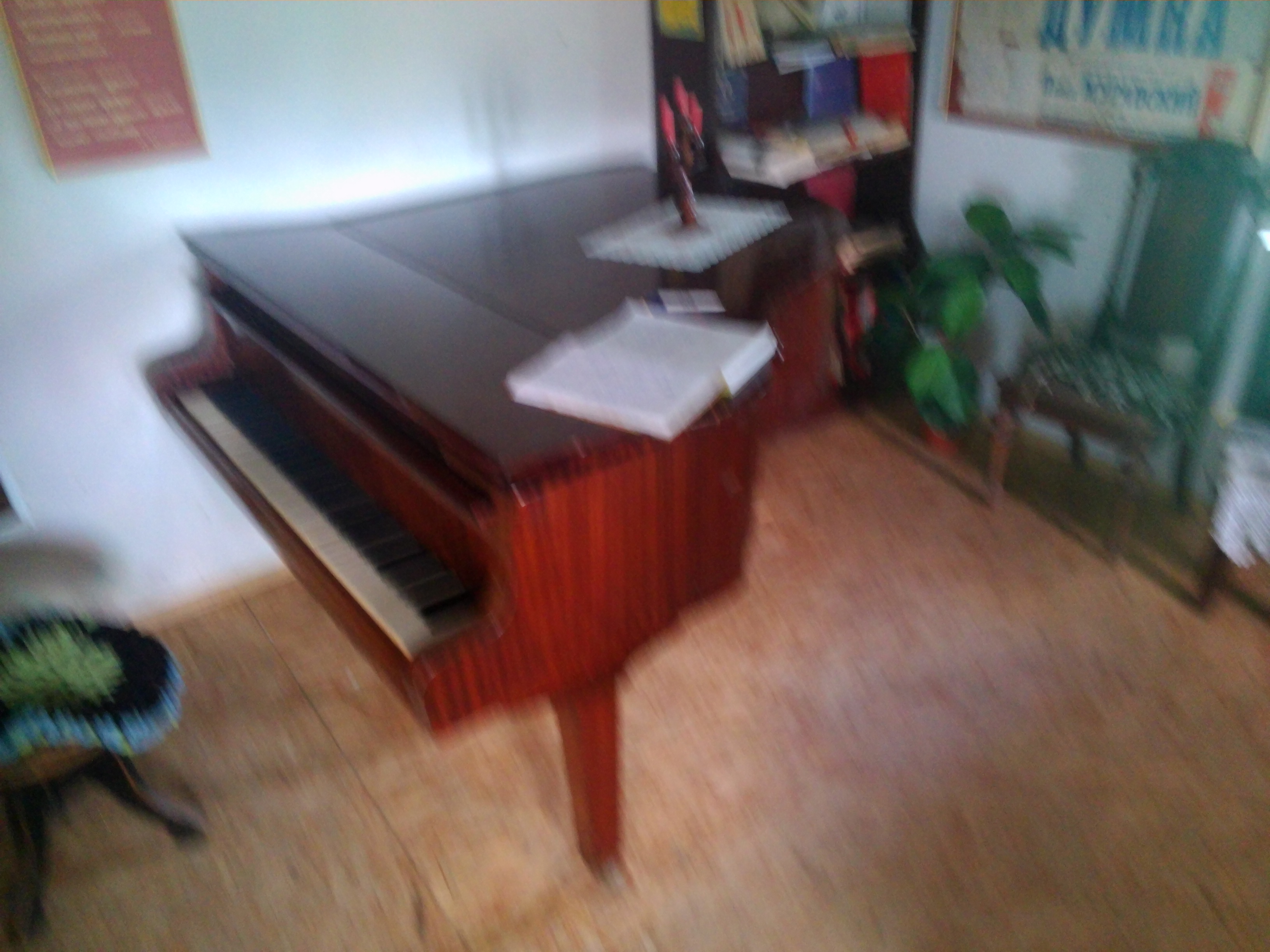
Всередині музею
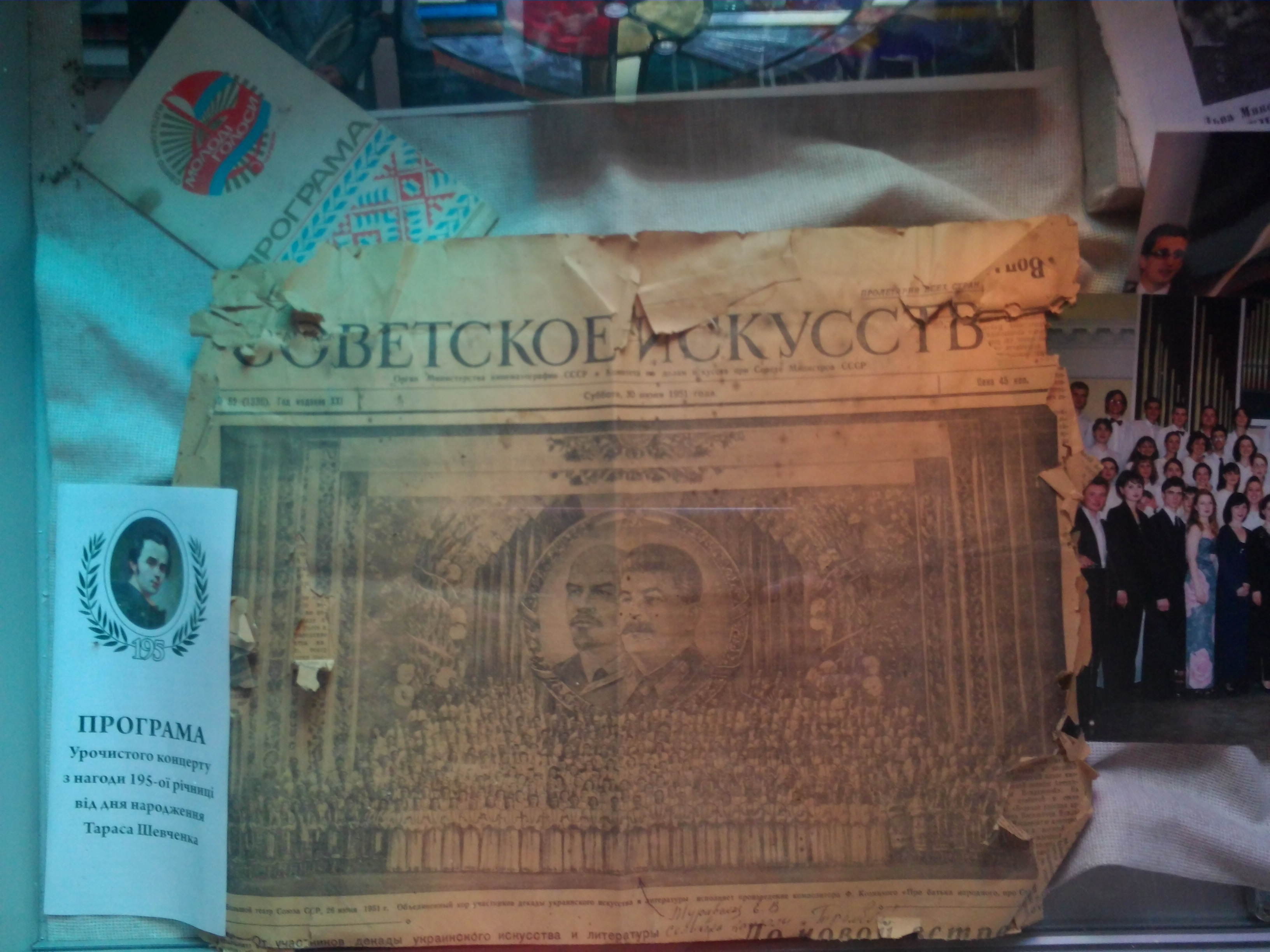
Радянська газета, з виступу, на якому був присутній Сталін
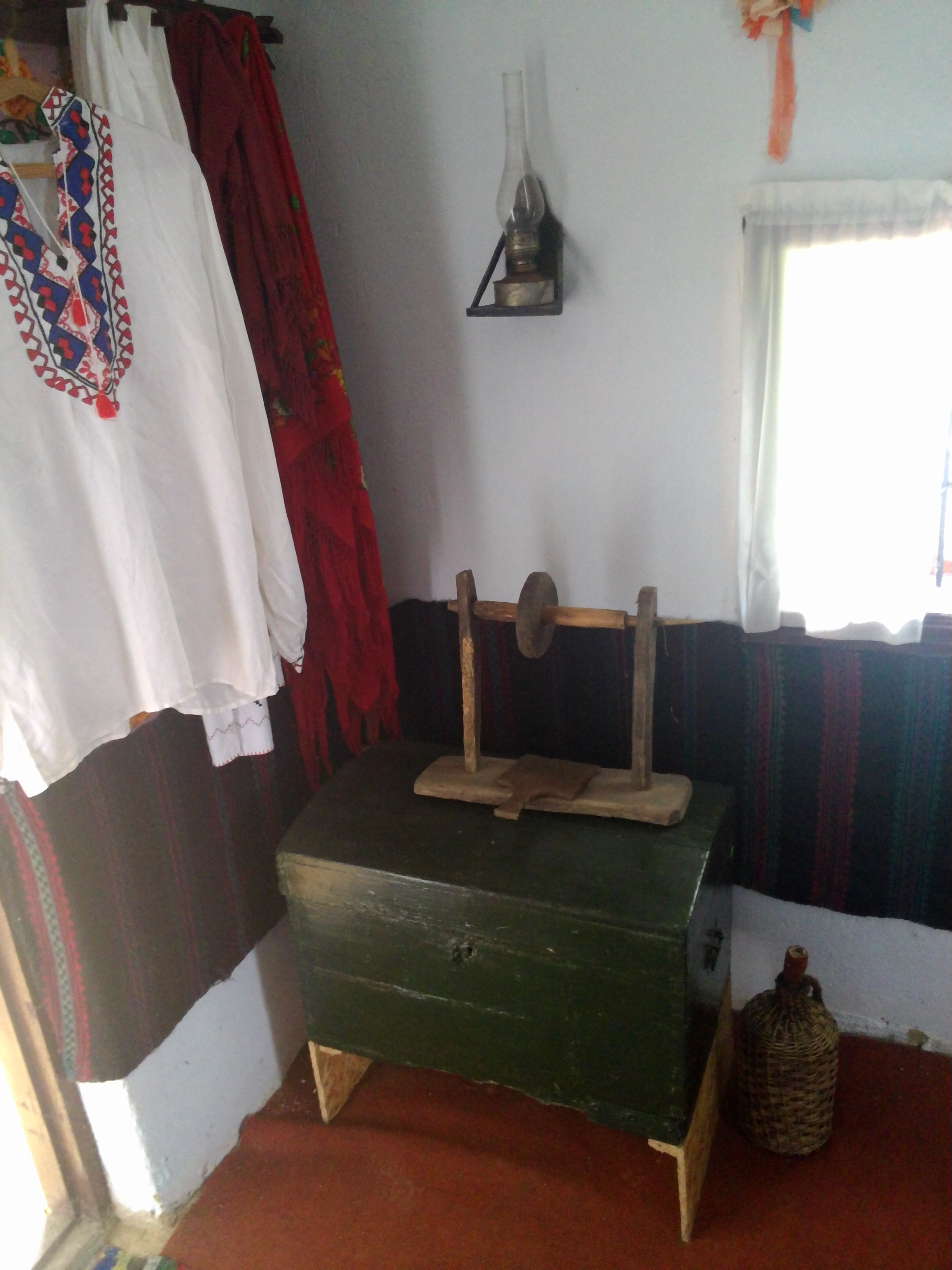
Традиційні побутові речі
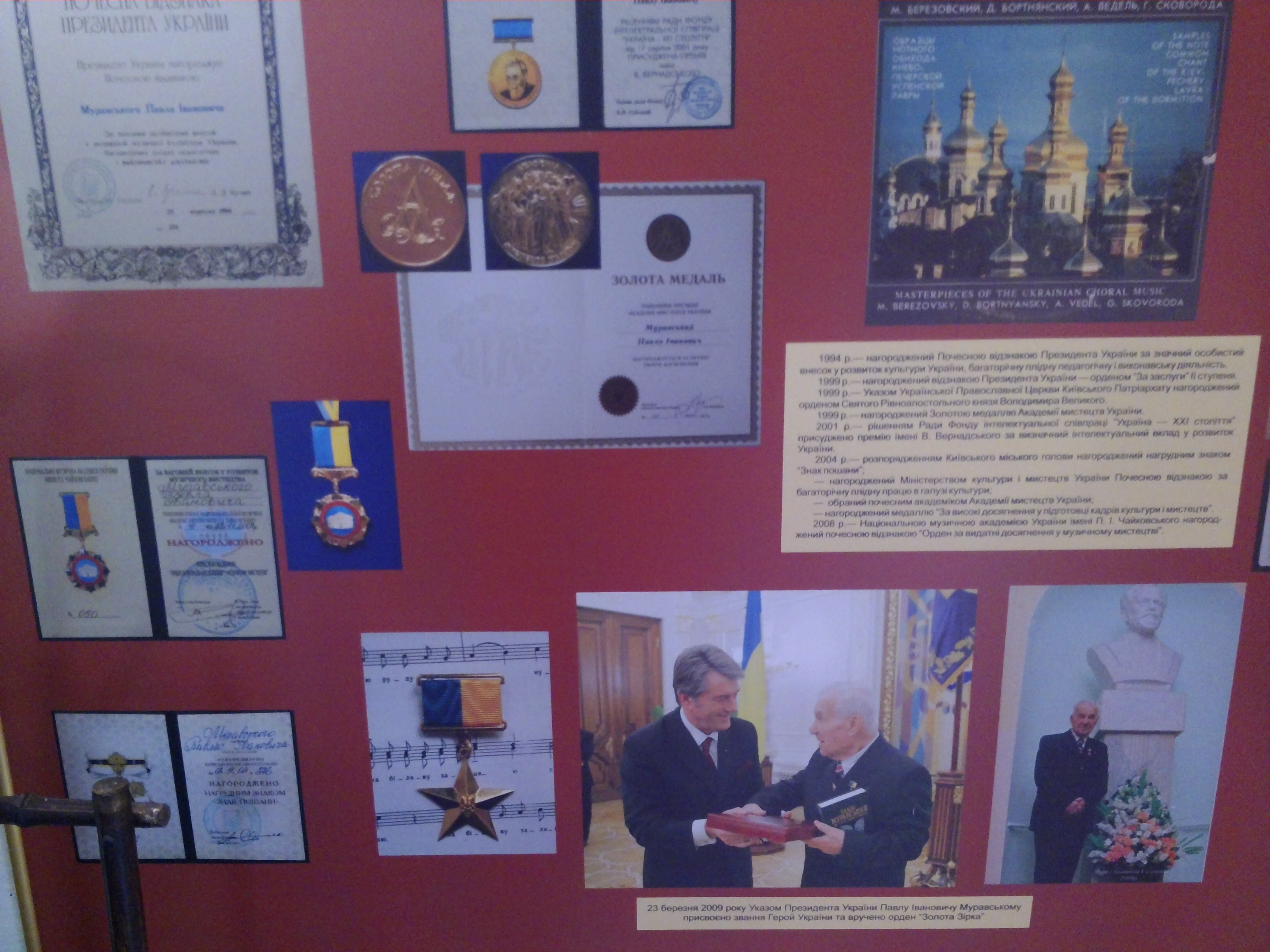
Стенд присвячений нагородам
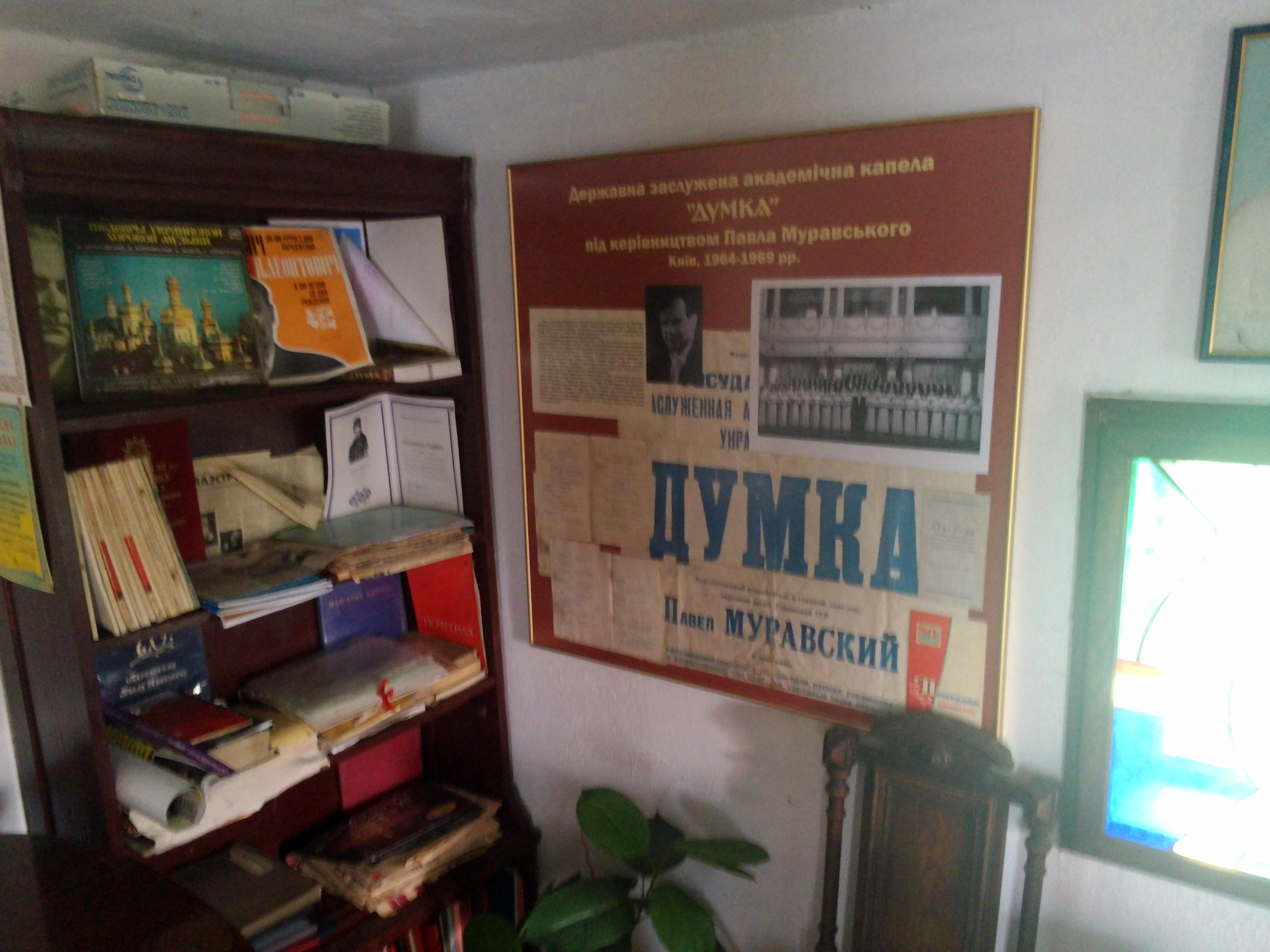
Інформаційні стенди музею
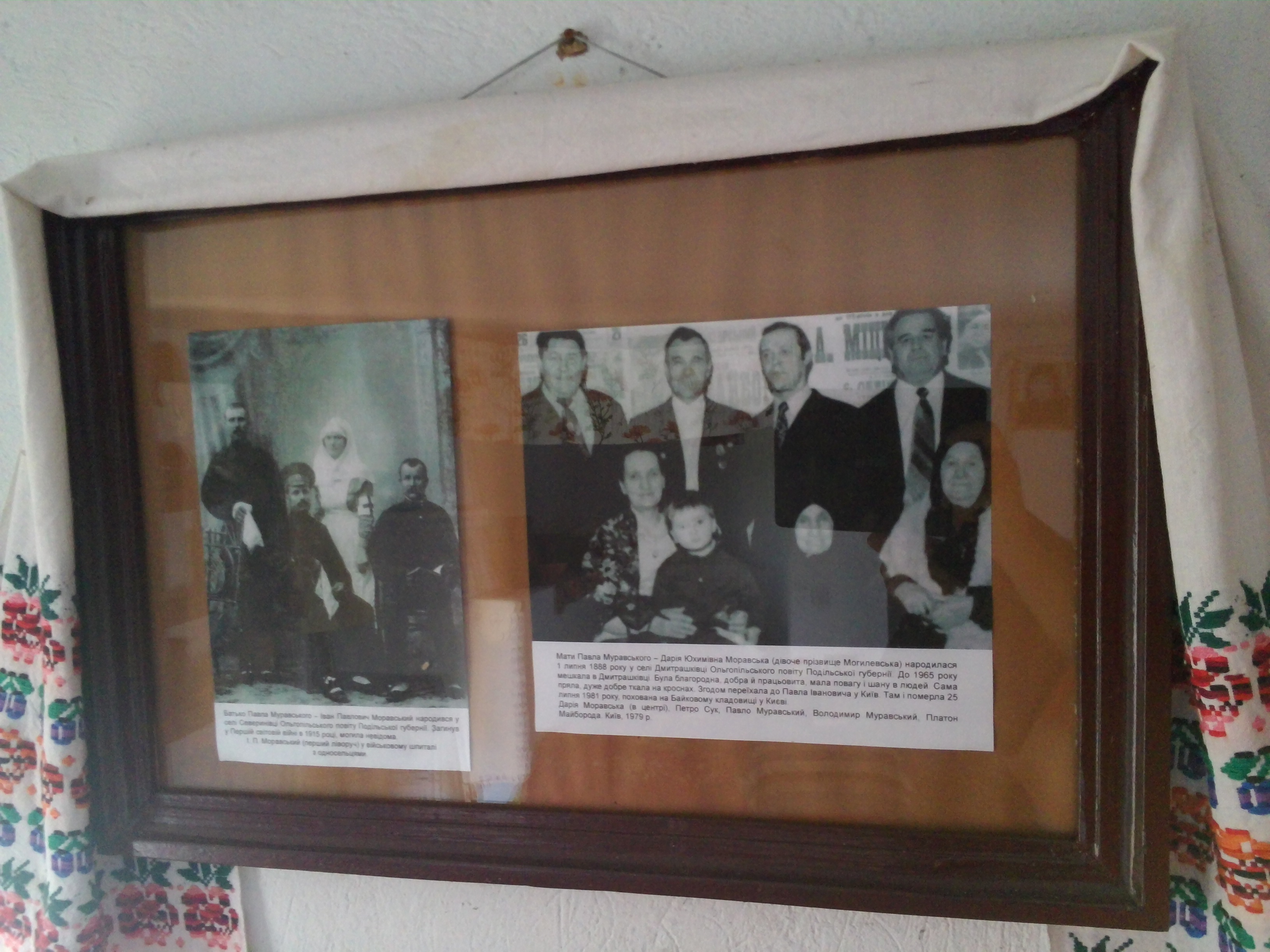
Сімейні фотографії
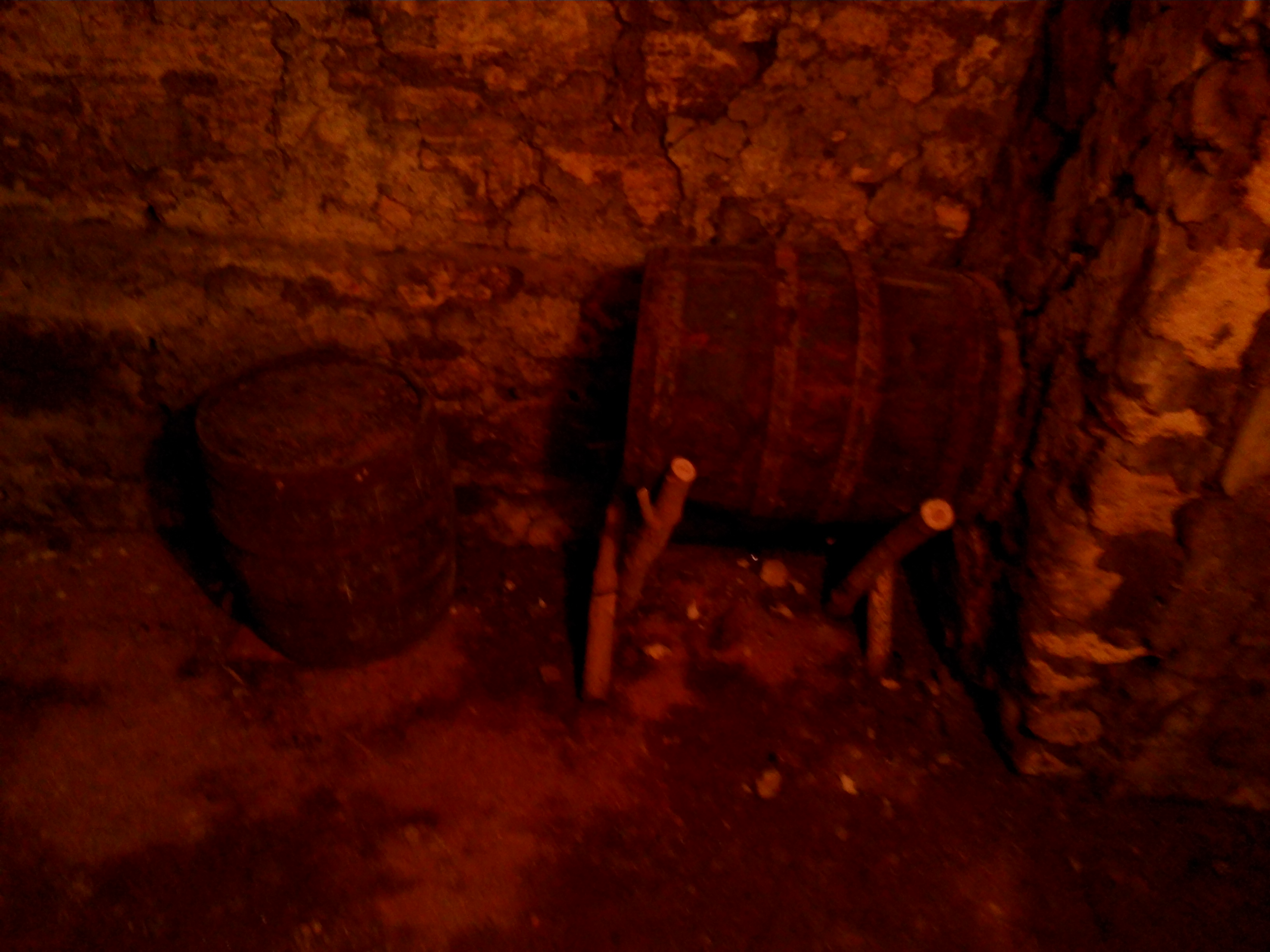
Збережений підвал
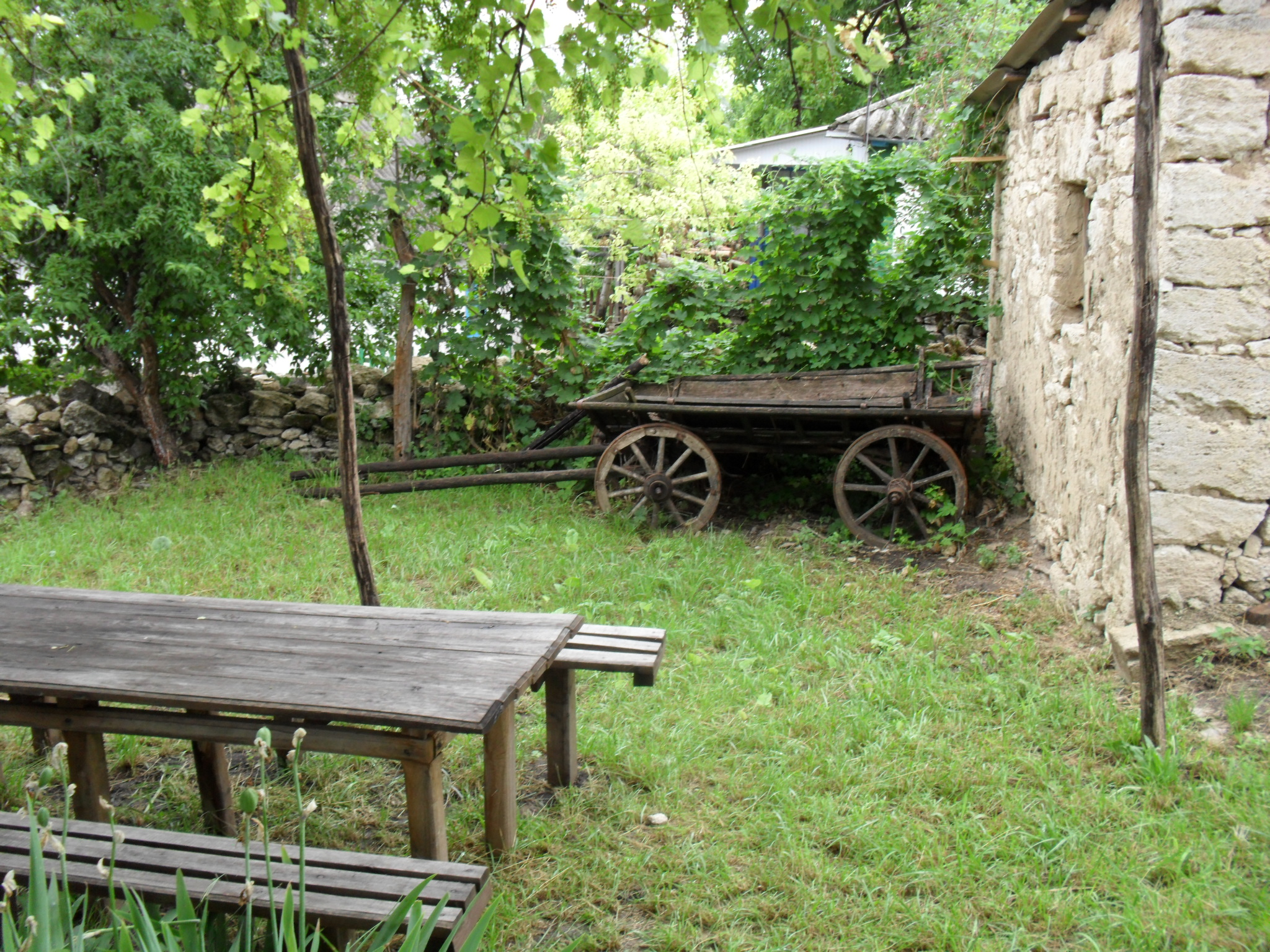
Подвір'я музею